# یواس‌اس الیزابت (اس‌پی-۹۷۲)
یواس‌اس الیزابت (اس‌پی-۹۷۲) (به انگلیسی: USS Elizabeth (SP-972)) یک کشتی بود که طول آن ۵۳ فوت ۱ اینچ (۱۶٫۱۸ متر) بود. این کشتی در سال ۱۹۱۶ ساخته شد.